# Monasterio de San Benito (Talavera de la Reina)
El monasterio de San Benito es un monasterio femenino de la Orden del Císter ubicado en la ciudad española de Talavera de la Reina, en la provincia de Toledo.

## Historia
Los orígenes del monasterio son desconocidos, aunque la tradición nos remonta a tiempos visigóticos. En esta época, un grupo de vírgenes consagradas se uniría para llevar vida comunitaria siguiendo los consejos evangélicos, tomando más tarde la Regla de San Benito como guía de su vivencia monástica.
En el siglo XII aparecen datos del monasterio primitivo, situado a las afueras de Talavera, llamado de San Antolín de las Dueñas.
El Arzobispo de Toledo, D. Raimundo, dispuso en el año 1126 que el emplazamiento monástico se trasladara al interior del recinto amurallado de la ciudad, adoptando desde ahora la reforma cisterciense, floreciente en España y el resto de Europa. A partir de entonces, se tomará el nombre de San Benito para titular del monasterio.
El correr del tiempo y los avatares históricos fueron dejando profundas huellas en el enclave monástico. Algunos restos de muralla y el claustro del siglo XVI, de estilo isabelino, son testigos mudos de siglos de historia civil y religiosa.
El monasterio pertenece a la Congregación de San Bernardo de Castilla.

## Galería de imágenes

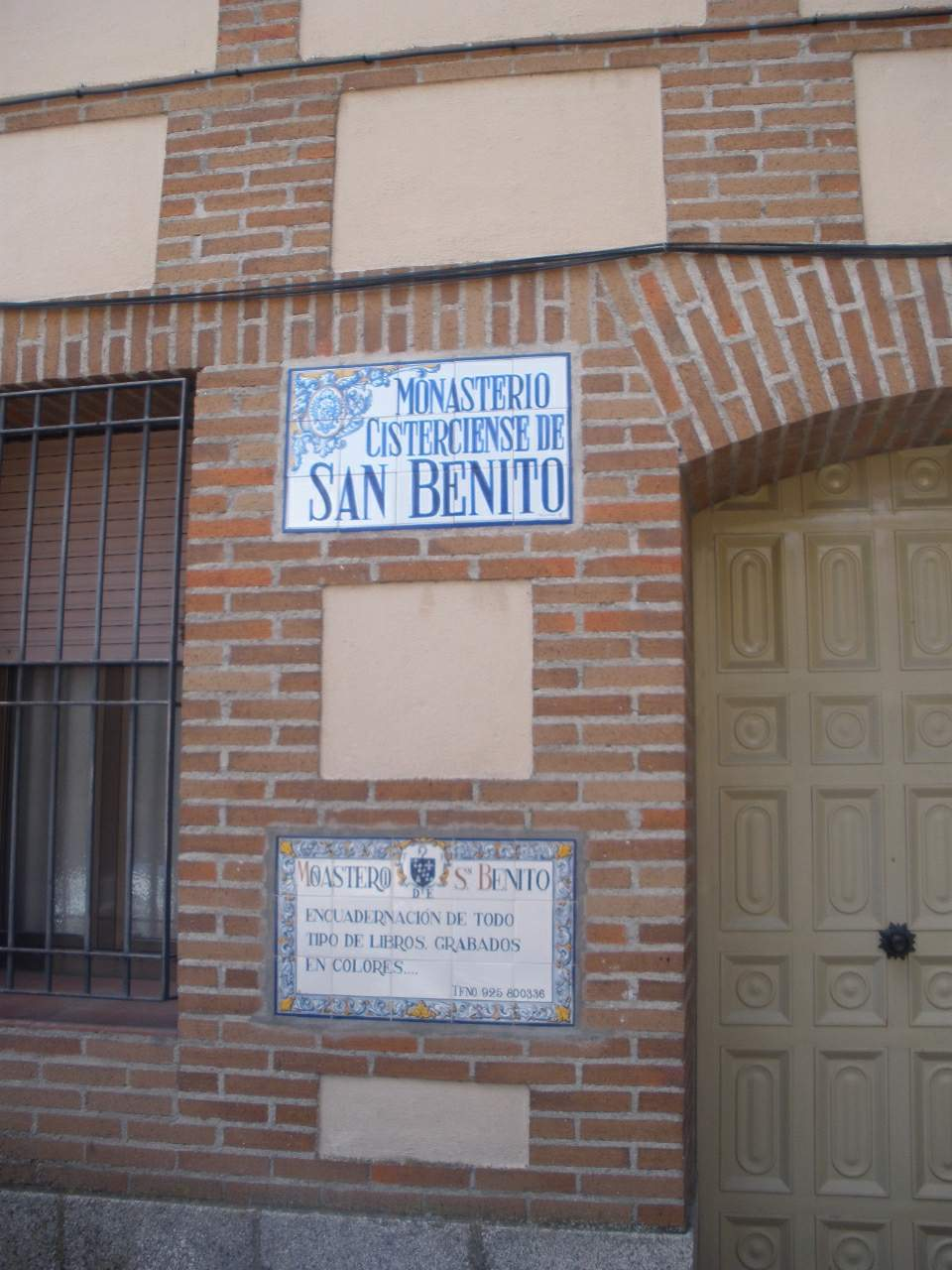
Placa cerámica
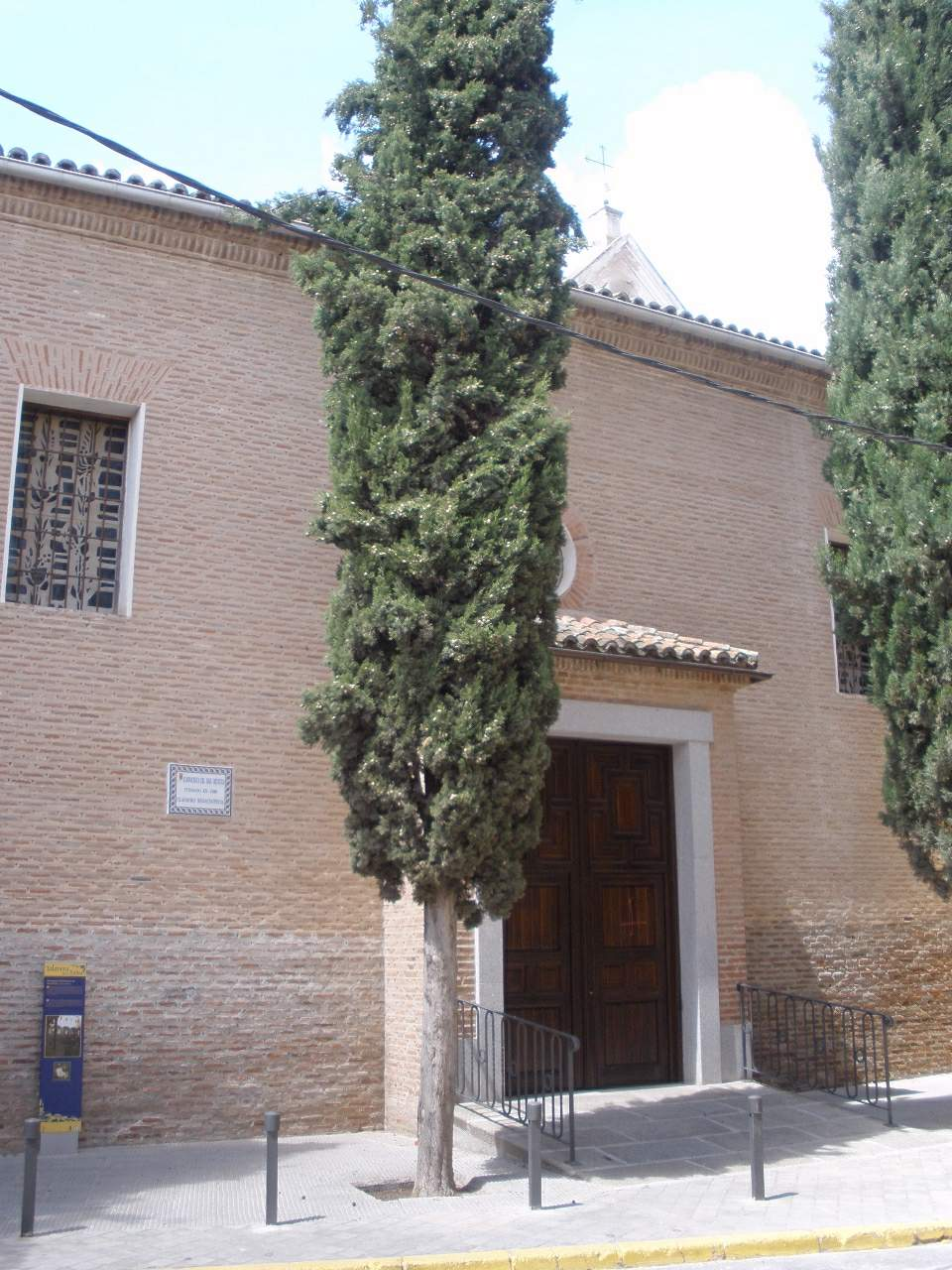
Puerta
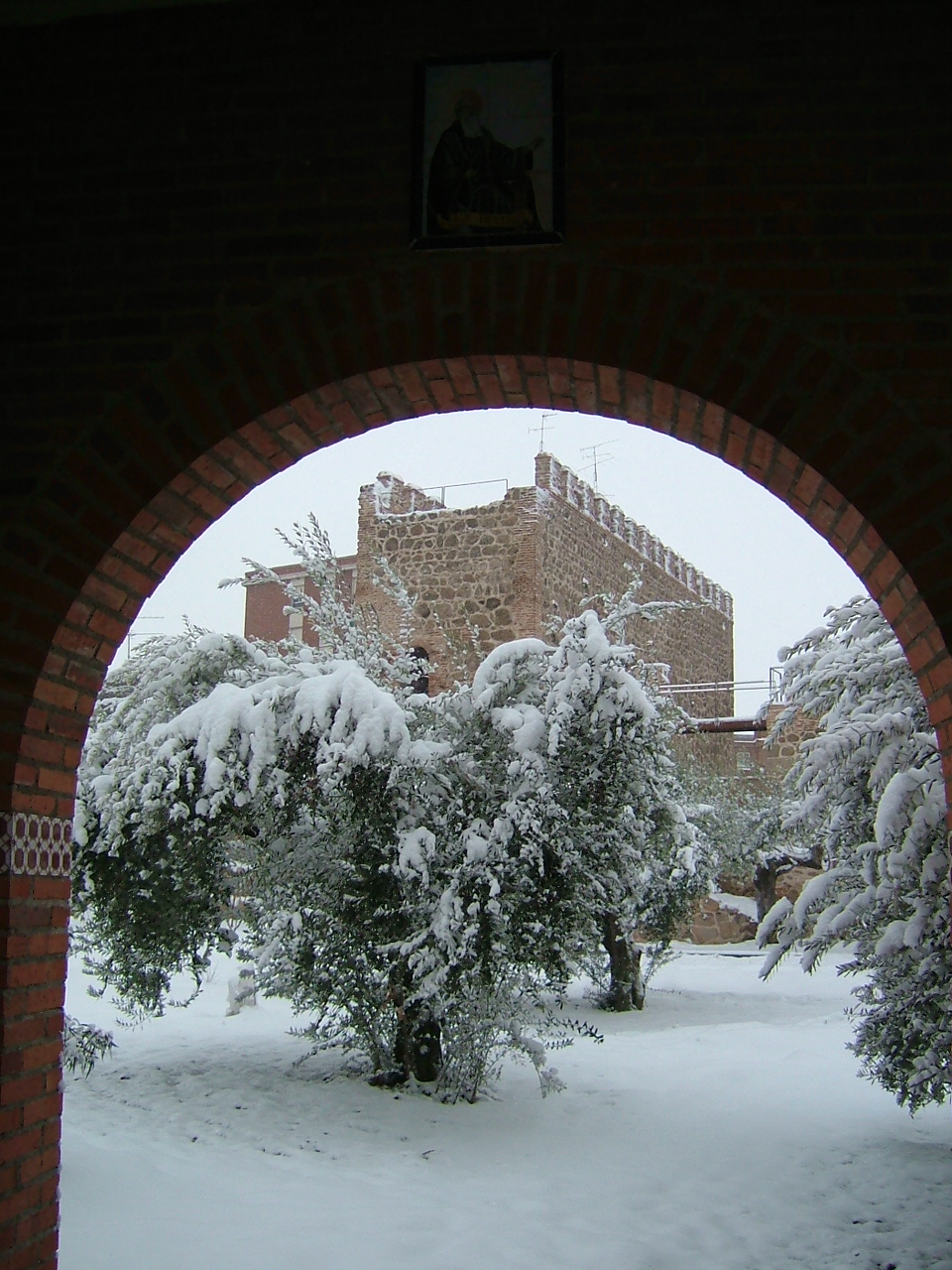
El monasterio en la nieve
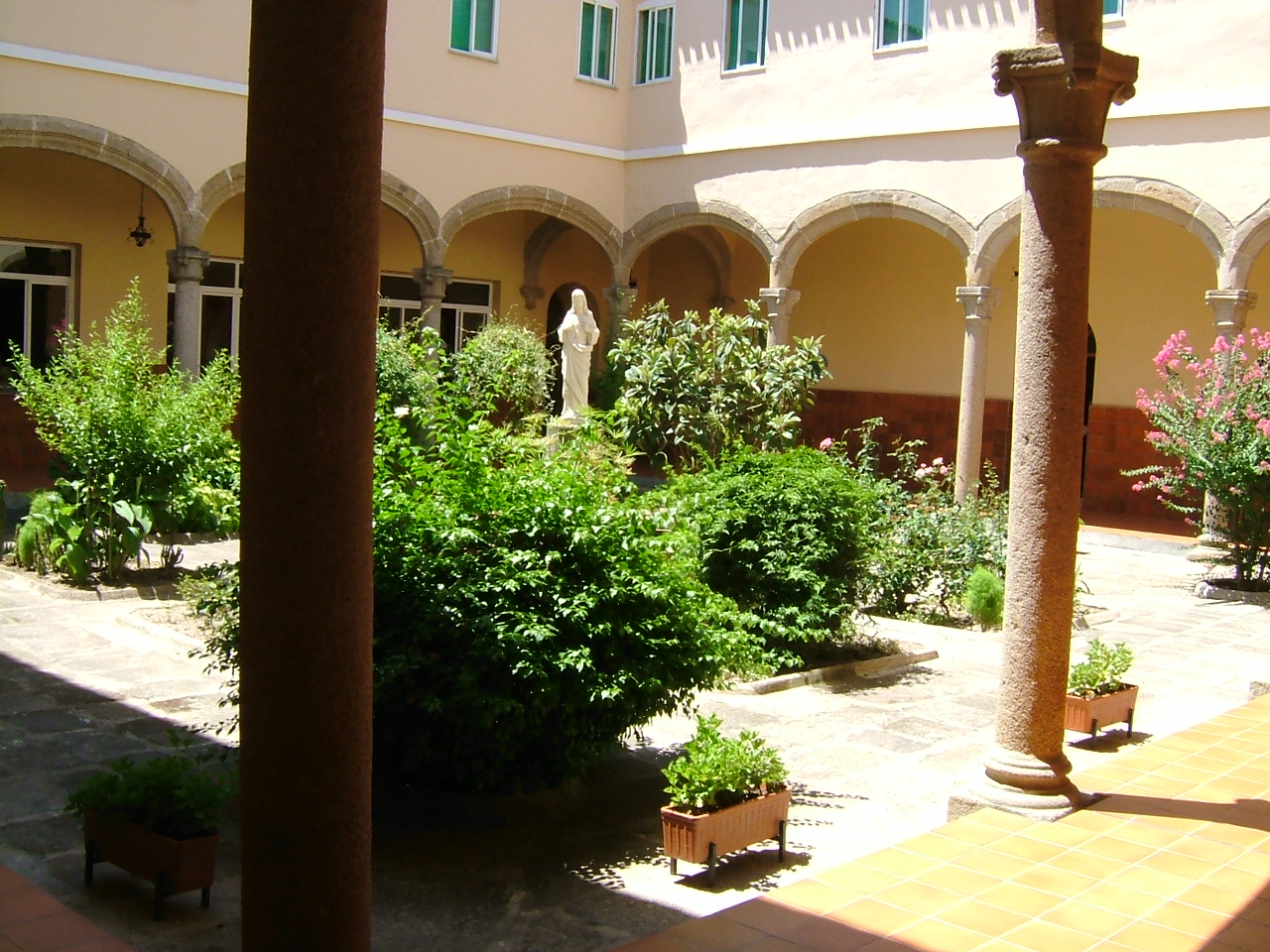
El claustro